# Halectinosoma paraspinicauda
Halectinosoma paraspinicauda är en kräftdjursart som beskrevs av Nicolaus Gustavus Bodin 1979. Halectinosoma paraspinicauda ingår i släktet Halectinosoma och familjen Ectinosomatidae. Inga underarter finns listade i Catalogue of Life.